# Пльон
 Тази статия е за града в Германия.  За окръга вижте Пльон (окръг).  
Пльон (на немски: Plön; Plöön) е град в Шлезвиг-Холщайн, Германия, с 8722 жители (към 31 декември 2014). Намира се на езерото Гросер Пльонер Зе.
Пльон има права на град от 1236 г. и от 1561 до 1761 г. е херцогска резиденция на херцогството Шлезвиг-Холщайн-Зондербург-Пльон.
- Дворец Пльон (2006)